# Elena Tonetta
Elena Tonetta, född 8 juni 1988, är en italiensk bågskytt. Hon deltog vid olympiska sommarspelen 2008.